# فهرست شهرهای پاکستان
فهرستی از شهرهای پاکستان:
| شهرهای پاکستان |                    |                     |              |              |              |              |                      |
| ردیف           | نام                | نام                 | جمعیت        | جمعیت        | جمعیت        | جمعیت        | استان                |
| ردیف           | آوانگاری فارسی     | اردو                | سرشماری ۱۹۷۲ | سرشماری ۱۹۸۱ | سرشماری ۱۹۹۸ | سرشماری ۲۰۰۶ | استان                |
| ۱.             | کراچی              | کراچی               | ۳٫۵۱۵٫۴۰۲    | ۵٫۲۰۸٫۱۳۲    | ۹٫۲۶۹٫۲۶۵    | ۱۱٫۹۶۹٫۲۸۴   | استان سند            |
| ۲.             | لاهور              | لاور                | ۲٫۱۶۹٫۷۴۲    | ۲٫۹۵۲٫۶۸۹    | ۵٫۰۶۳٫۴۹۹    | ۶٫۴۸۵٫۱۷۵    | پنجاب (پاکستان)      |
| ۳.             | فیصل‌آباد           | فیصل آباد           | ۸۲۳٫۳۴۳      | ۱٫۱۰۴٫۲۰۹    | ۱٫۹۷۷٫۲۴۶    | ۲٫۵۸۲٫۱۷۵    | پنجاب (پاکستان)      |
| ۴.             | راولپندی           | راولپنڈی            | ۶۱۴٫۸۰۹      | ۷۹۴٫۸۴۳      | ۱٫۴۰۶٫۲۱۴    | ۱٫۷۹۳٫۱۹۷    | پنجاب (پاکستان)      |
| ۵.             | مولتان             | ملتان               | ۵۳۸٫۹۴۹      | ۷۳۲٫۰۷۰      | ۱٫۱۸۲٫۴۴۱    | ۱٫۴۷۱٫۹۷۸    | پنجاب (پاکستان)      |
| ۶.             | گوجرانواله         | گجرانواله           | ۳۲۳٫۸۸۰      | ۶۰۰٫۹۹۳      | ۱٫۱۲۴٫۷۹۹    | ۱٫۴۲۱٫۸۳۴    | پنجاب (پاکستان)      |
| ۷.             | حیدرآباد (پاکستان) | حیدر آباد           | ۶۲۸٫۶۳۱      | ۷۵۱٫۵۲۹      | ۱٫۱۵۱٫۲۷۴    | ۱٫۴۱۷٫۰۸۲    | استان سند            |
| ۸.             | پیشاور             | پشاور               | ۲۷۲٫۶۹۷      | ۵۶۶٫۲۴۸      | ۹۸۸٫۰۵۵      | ۱٫۲۵۳٫۶۸۷    | ایالت مرزی شمال غربی |
| ۹.             | اسلام‌آباد          | اسلام‌آباد           | ۷۶٫۶۴۱       | ۲۰۴٫۳۶۴      | ۵۲۹٫۱۸۰      | ۷۹۴٫۴۳۱      | اسلام‌آباد            |
| ۱۰.            | کویته              | کوئٹه               | ۱۵۸٫۰۲۶      | ۲۸۵٫۷۱۹      | ۵۶۰٫۳۰۷      | ۷۵۹٫۸۹۴      | بلوچستان پاکستان     |
| ۱۱.            | بهاولپور           | بهاولپور            | ۱۳۳٫۷۸۲      | ۱۸۰٫۲۶۳      | ۴۰۳٫۴۰۸      | ۵۷۶٫۲۰۳      | پنجاب (پاکستان)      |
| ۱۲.            | سرگودها            | سرگودها             | ۲۰۰٫۴۶۰      | ۲۹۱٫۳۶۲      | ۴۵۵٫۳۶۰      | ۵۵۴٫۵۴۷      | پنجاب (پاکستان)      |
| ۱۳.            | سیالکوت            | سیالکوٹ             | ۲۰۳٫۶۵۰      | ۳۰۱٫۶۰۹      | ۴۱۷٫۵۹۷      | ۴۸۴٫۶۹۶      | پنجاب (پاکستان)      |
| ۱۴.            | سکر                | سکهر                | ۱۵۸٫۷۸۱      | ۱۹۰٫۵۵۱      | ۳۲۹٫۱۷۶      | ۴۳۰٫۰۲۵      | استان سند            |
| ۱۵.            | لارکانه            | لاڑکانه             | ۷۱٫۸۹۳       | ۱۲۳٫۸۹۰      | ۲۷۰٫۳۶۶      | ۳۷۹٫۱۴۹      | استان سند            |
| ۱۶.            | شیخوپوره           | شیخوپوره            | ۸۰٫۵۶۰       | ۱۴۱٫۱۶۸      | ۲۷۱٫۸۷۵      | ۳۷۴٫۰۱۱      | پنجاب (پاکستان)      |
| ۱۷.            | جهنگ               | جهنگ                | ۱۳۱٫۸۴۳      | ۱۹۵٫۵۵۸      | ۲۹۲٫۲۱۴      | ۳۴۷٫۸۰۹      | پنجاب (پاکستان)      |
| ۱۸.            | رحیم‌یارخان         | رحیم یار خان        | ۷۴٫۲۶۲       | ۱۱۹٫۰۳۶      | ۲۲۸٫۴۷۹      | ۳۱۰٫۱۰۴      | پنجاب (پاکستان)      |
| ۱۹.            | گجرات              | گجرات               | ۱۰۰٫۳۳۳      | ۱۵۵٫۰۵۸      | ۲۵۰٫۱۲۱      | ۳۰۸٫۶۸۰      | پنجاب (پاکستان)      |
| ۲۰.            | مردان              | مردان               | ۱۱۵٫۱۹۴      | ۱۴۷٫۹۷۷      | ۲۴۴٫۵۱۱      | ۳۰۸٫۳۱۸      | ایالت مرزی شمال غربی |
| ۲۱.            | قصور (پنجاب)       | قصور                | ۱۰۱٫۲۹۵      | ۱۵۵٫۵۲۳      | ۲۴۱٫۶۴۹      | ۲۹۷٫۰۸۴      | پنجاب (پاکستان)      |
| ۲۲.            | دیره غازی‌خان       | ڈیره غازی خان       | ۷۲٫۳۴۳       | ۱۰۲٫۰۰۷      | ۱۸۸٫۱۴۹      | ۲۴۳٫۴۱۱      | پنجاب (پاکستان)      |
| ۲۳.            | واه                | واه                 | ۱۰۷٫۵۱۰      | ۱۲۲٫۳۳۵      | ۱۹۸٫۴۳۱      | ۲۴۳٫۱۵۱      | پنجاب (پاکستان)      |
| ۲۴.            | ساهیوال            | ساهیوال             | ۱۰۶٫۶۴۸      | ۱۵۰٫۹۵۴      | ۲۰۷٫۳۸۸      | ۲۳۹٫۱۸۲      | پنجاب (پاکستان)      |
| ۲۵.            | نوابشاه            | نوابشاه             | ۸۱٫۰۴۵       | ۱۰۲٫۱۳۹      | ۱۸۳٫۱۱۰      | ۲۳۶٫۴۷۳      | استان سند            |
| ۲۶.            | مینگوره            | مینگوره             | ۵۱٫۱۱۷       | ۸۸٫۰۷۸       | ۱۷۴٫۴۶۹      | ۲۳۵٫۵۶۸      | ایالت مرزی شمال غربی |
| ۲۷.            | اوکاره             | اوکاڑه              | ۸۴٫۳۳۴       | ۱۲۷٫۴۵۵      | ۲۰۰٫۹۰۱      | ۲۲۶٫۳۲۶      | پنجاب (پاکستان)      |
| ۲۸.            | میرپور خاص         | میرپور خاص          | ۸۱٫۹۶۵       | ۱۲۴٫۳۷۱      | ۱۸۴٫۴۶۵      | ۲۱۹٫۹۰۱      | استان سند            |
| ۲۹.            | کامونکی            | کامونکی             | ۵۰٫۲۵۷       | ۷۱٫۰۹۷       | ۱۵۰٫۹۸۴      | ۲۰۷٫۳۱۷      | پنجاب (پاکستان)      |
| ۳۰.            | چنیوت              | چنیوٹ               | ۷۰٫۱۰۸       | ۱۰۵٫۵۵۹      | ۱۶۹٫۲۸۲      | ۲۰۶٫۴۴۰      | پنجاب (پاکستان)      |
| ۳۱.            | صادق‌آباد (پنجاب)   | صادق آباد           | ۳۷٫۱۲۱       | ۶۳٫۹۳۵       | ۱۴۱٫۵۰۹      | ۱۹۷٫۷۳۵      | پنجاب (پاکستان)      |
| ۳۲.            | بورهه والا         | بوری والا           | ۵۷٫۷۴۱       | ۸۶٫۳۱۱       | ۱۴۹٫۸۵۷      | ۱۸۸٫۹۸۶      | پنجاب (پاکستان)      |
| ۳۳.            | جیکب‌آباد           | جیکب آباد           | ۵۷٫۵۹۶       | ۷۹٫۳۶۵       | ۱۳۷٫۷۳۳      | ۱۷۵٫۴۵۵      | استان سند            |
| ۳۴.            | مریدکه             | مریدکی              | ۱۸٫۵۰۷       | ۳۵٫۴۱۹       | ۱۰۸٫۵۷۸      | ۱۷۴٫۱۳۹      | پنجاب (پاکستان)      |
| ۳۵.            | مظفر گره           | مظفر گڑه            | ۲۴٫۷۳۶       | ۵۳٫۱۹۲       | ۱۲۱٫۶۴۱      | ۱۷۲٫۳۳۹      | پنجاب (پاکستان)      |
| ۳۶.            | جهلم               | جهلم                | ۶۳٫۶۷۶       | ۹۲٫۶۴۶       | ۱۴۵٫۸۴۷      | ۱۶۶٫۴۲۰      | پنجاب (پاکستان)      |
| ۳۷.            | شکارپور            | شکارپور             | ۷۰٫۹۲۴       | ۸۸٫۱۳۸       | ۱۳۳٫۲۵۹      | ۱۶۰٫۱۵۸      | استان سند            |
| ۳۸.            | خانیوال            | خانیوال             | ۶۷٫۷۴۶       | ۸۹٫۰۹۰       | ۱۳۲٫۹۶۲      | ۱۵۷٫۳۰۳      | پنجاب (پاکستان)      |
| ۳۹.            | حافظ‌آباد           | حافظ آباد           | ۶۱٫۵۹۷       | ۸۳٫۴۶۴       | ۱۳۰٫۲۱۶      | ۱۵۶٫۹۶۷      | پنجاب (پاکستان)      |
| ۴۰.            | کوهات              | کوهاٹ               | ۶۵٫۲۰۲       | ۷۷٫۶۰۴       | ۱۲۵٫۲۷۱      | ۱۵۵٫۱۵۹      | ایالت مرزی شمال غربی |
| ۴۱.            | خضدار              | خضدار               | ۳٫۳۶۲        | ۳۰٫۸۸۷       | ۹۳٫۰۶۰       | ۱۴۹٫۷۱۵      | بلوچستان پاکستان     |
| ۴۲.            | دادو               | دادو                | ۳۰٫۱۸۴       | ۳۹٫۲۹۸       | ۹۸٫۵۷۵       | ۱۴۶٫۷۱۴      | استان سند            |
| ۴۳.            | خانپور             | خانپور              | ۴۹٫۲۳۵       | ۷۰٫۵۸۹       | ۱۱۷٫۷۶۴      | ۱۴۶٫۰۳۲      | پنجاب (پاکستان)      |
| ۴۴.            | گوجره              | گوجره               | ۴۱٫۹۷۵       | ۶۸٫۰۰۰       | ۱۱۴٫۹۶۷      | ۱۴۳٫۳۶۹      | پنجاب (پاکستان)      |
| ۴۵.            | مندی بهاءالدین     | منڈی بهاؤالدین      | ۳۶٫۱۷۲       | ۴۴٫۷۹۶       | ۹۷٫۳۴۰       | ۱۳۴٫۹۶۶      | پنجاب (پاکستان)      |
| ۴۶.            | تندو الله‌یار       | ٹنڈو الله یار       | ۲۶٫۳۱۴       | ۳۰٫۶۴۷       | ۸۶٫۰۵۶       | ۱۳۴٫۳۴۰      | استان سند            |
| ۴۷.            | ایبت‌آباد           | ایبٹ آباد           | ۴۶٫۷۱۹       | ۶۵٫۹۹۶       | ۱۰۵٫۹۹۹      | ۱۳۱٫۰۱۴      | ایالت مرزی شمال غربی |
| ۴۸.            | دسکه               | ڈسکه                | ۳۴٫۴۸۷       | ۵۵٫۵۵۵       | ۱۰۱٫۵۰۰      | ۱۳۰٫۷۹۰      | پنجاب (پاکستان)      |
| ۴۹.            | پاکپتن             | پاکپتن              | ۴۲٫۰۲۸       | ۶۹٫۸۲۰       | ۱۰۷٫۷۹۱      | ۱۲۹٫۳۶۱      | پنجاب (پاکستان)      |
| ۵۰.            | بهاولنگر           | بهاولنگر            | ۵۰٫۹۹۱       | ۷۴٫۵۳۳       | ۱۰۹٫۶۴۲      | ۱۲۸٫۹۲۷      | پنجاب (پاکستان)      |
| ۵۱.            | تندو آدم خان       | ٹنڈو آدم خان        | ۴۹٫۷۴۷       | ۶۲٫۷۴۴       | ۱۰۳٫۳۶۳      | ۱۲۸٫۸۱۲      | استان سند            |
| ۵۲.            | خیرپور             | خیرپور              | ۴۸٫۲۹۹       | ۶۱٫۴۴۷       | ۱۰۲٫۱۸۸      | ۱۲۷٫۸۵۷      | استان سند            |
| ۵۳.            | چشتیان             | چشتیاں              | ۳۸٫۴۹۶       | ۶۱٫۹۵۹       | ۱۰۱٫۶۵۹      | ۱۲۵٫۱۷۸      | پنجاب (پاکستان)      |
| ۵۴.            | جرانواله           | جڑانواله            | ۴۶٫۴۹۴       | ۶۹٫۴۵۹       | ۱۰۳٫۳۰۸      | ۱۲۲٫۰۴۴      | پنجاب (پاکستان)      |
| ۵۵.            | تحصیل احمدپور شرقی | تحصیل احمدپور شرقیه | ۴۳٫۳۱۲       | ۵۶٫۹۷۹       | ۹۶٫۰۳۲       | ۱۱۹٫۵۹۸      | پنجاب (پاکستان)      |
| ۵۶.            | وهاری              | وهاڑی               | ۲۸٫۲۴۶       | ۵۳٫۷۹۹       | ۹۲٫۳۳۴       | ۱۱۵٫۸۷۸      | پنجاب (پاکستان)      |
| ۵۷.            | کمالیه             | کمالیه              | ۵۰٫۹۳۴       | ۶۱٫۱۰۷       | ۹۵٫۲۹۱       | ۱۱۴٫۸۴۵      | پنجاب (پاکستان)      |
| ۵۸.            | کوت ادو            | کوٹ ادو             | ۲۱٫۴۰۹       | ۳۷٫۸۱۰       | ۷۹٫۰۵۴       | ۱۰۸٫۲۴۴      | پنجاب (پاکستان)      |
| ۵۹.            | خوشاب (پنجاب)      | خوشاب               | ۴۳٫۳۹۱       | ۵۶٫۲۷۴       | ۸۷٫۲۹۴       | ۱۰۴٫۹۷۴      | پنجاب (پاکستان)      |
| ۶۰.            | چکوال              | چکوال               | ۲۹٫۱۴۳       | ۴۳٫۶۷۰       | ۸۰٫۶۲۰       | ۱۰۴٫۳۴۳      | پنجاب (پاکستان)      |
| ۶۱.            | وزیرآباد (پاکستان) | وزیر آباد           | ۴۰٫۰۶۳       | ۶۲٫۷۲۵       | ۸۹٫۶۵۲       | ۱۰۴٫۱۴۸      | پنجاب (پاکستان)      |
| ۶۲.            | دیره اسماعیل‌خان    | ڈیره اسماعیل خان    | ۵۷٫۲۹۶       | ۶۴٫۳۵۸       | ۹۰٫۳۵۷       | ۱۰۲٫۹۹۹      | ایالت مرزی شمال غربی |
| ۶۳.            | لودهران            | لودهران             | ۱۴٫۲۳۲       | ۲۱٫۷۹۱       | ۶۴٫۹۵۲       | ۱۰۲٫۹۴۸      | پنجاب (پاکستان)      |
| ۶۴.            | صوابی              | صوابی               | ۳۷٫۲۹۲       | ۴۶٫۶۲۶       | ۷۸٫۹۶۰       | ۱۰۰٫۰۶۰      | ایالت مرزی شمال غربی |
| ۶۵.            | شاخ قلی خیل        | شاخ قلی خیل         |              |              |              |              | ناحیه لکی            |

## ایالتها

### بلوچستان
- فهرست شهرهای بلوچستان

| پرجمعیت‌ترین شهرهای بلوچستان         | پرجمعیت‌ترین شهرهای بلوچستان | پرجمعیت‌ترین شهرهای بلوچستان | پرجمعیت‌ترین شهرهای بلوچستان | پرجمعیت‌ترین شهرهای بلوچستان | پرجمعیت‌ترین شهرهای بلوچستان |
| ----------------------------------- | --------------------------- | --------------------------- | --------------------------- | --------------------------- | --------------------------- |
| عکس:                                |                             |                             |                             |                             |                             |
| نام:                                | کویته (۰۱)                  | خضدار (۰۴)                  | شهرستان قلعه عبدالله (۰۳)   | تربت (پاکستان) (۰۴)         | سبی (۰۵)                    |
| Urban population جمعیت: (est. ۲۰۱۰) | ۸۹۶٬۰۹۰                     | ۱۴۸ ۰۸۹                     | ۱۱۳ ۱۱۵ -چمن                | ۸۳ ۴۷۵                      | ۸۰ ۷۶۷                      |
| عکس:                                |                             |                             |                             |                             |                             |
| نام:                                | لسبیله (۰۶)                 | ژوب (۰۷)                    | گوادر (۰۸)                  | نصیرآباد (بلوچستان) (۰۹)    | جعفرآباد (بلوچستان) (۱۰)    |
| City Proper جمعیت: (est.۲۰۱۰)       | ۶۴ ۸۳۶ -حب (بلوچستان)       | ۵۶ ۷۷۲                      | ۴۴ ۵۹۲                      | ۳۸ ۴۰۵-دره مرادجمالی        | ۳۷ ۸۹۴-دره الله‌یار          |

### خیبر پختونخوا
- فهرست شهرهای خیبر پختونخواه

| پرجمعیت‌ترین شهرهای خیبر پختونخوا | پرجمعیت‌ترین شهرهای خیبر پختونخوا | پرجمعیت‌ترین شهرهای خیبر پختونخوا | پرجمعیت‌ترین شهرهای خیبر پختونخوا | پرجمعیت‌ترین شهرهای خیبر پختونخوا | پرجمعیت‌ترین شهرهای خیبر پختونخوا |
| -------------------------------- | -------------------------------- | -------------------------------- | -------------------------------- | -------------------------------- | -------------------------------- |
| پرونده:                          |                                  |                                  |                                  |                                  |                                  |
| نام:                             | پیشاور (۰۱)                      | مردان (۰۲)                       | مینگوره (۰۳)                     | کوهات (۰۴)                       | ایبت‌آباد (۰۵)                    |
| City Proper جمعیت: (est.۲۰۱۰)    | ۱٬۴۳۹٬۲۰۵                        | ۳۵۲٬۱۳۵                          | ۲۷۹ ۹۱۴                          | ۱۷۶ ۱۵۶                          | ۱۴۸ ۵۸۷                          |
| پرونده:                          |                                  |                                  |                                  |                                  |                                  |
| نام:                             | صوابی (۰۶)                       | دیره اسماعیل‌خان(۰۷)              | چهارسده (۰۸)                     | نوشهره (۰۹)                      | مانسهره (۱۰)                     |
| City Proper جمعیت: (est. ۲۰۱۰)   | ۱۱۵ ۰۱۸                          | ۱۱۱ ۸۷۱                          | ۱۰۵ ۴۱۴                          | ۱۰۳ ۴۳۲                          | ۸۰ ۶۵۳                           |

### پنجاب
- فهرست شهرهای پنجاب (پاکستان)

| پرجمعیت‌ترین شهرهای پنجاب        | پرجمعیت‌ترین شهرهای پنجاب | پرجمعیت‌ترین شهرهای پنجاب | پرجمعیت‌ترین شهرهای پنجاب | پرجمعیت‌ترین شهرهای پنجاب | پرجمعیت‌ترین شهرهای پنجاب |
| ------------------------------- | ------------------------ | ------------------------ | ------------------------ | ------------------------ | ------------------------ |
| پرونده:                         |                          |                          |                          |                          |                          |
| نام:                            | لاهور (۰۱)               | فیصل‌آباد (۰۲)            | راولپندی (۰۳)            | مولتان (۰۴)              | گوجرانواله (۰۵)          |
| Urban proper جمعیت: (est. ۲۰۱۰) | ۷٬۱۲۹٬۶۰۹                | ۲٬۸۸۰٬۶۷۵                | ۱٬۹۹۱٬۶۵۶                | ۱٬۶۰۶٬۴۸۱                | ۱٬۵۶۹٬۰۹۰                |
| پرونده:                         |                          |                          |                          |                          |                          |
| نام:                            | سرگودها (۰۶)             | بهاولپور (۰۷)            | سیالکوت (۰۸)             | شیخوپوره (۰۹)            | جهنگ (۱۰)                |
| Urban proper جمعیت: (est. ۲۰۱۰) | ۶۰۰٬۵۰۱                  | ۵۴۳٬۹۲۹                  | ۵۱۰٬۸۶۳                  | ۴۲۶٬۹۸۰                  | ۳۷۲٬۶۴۵                  |

### سند
- فهرست شهرهای سند

| پرجمعیت‌ترین شهرهای سند          | پرجمعیت‌ترین شهرهای سند | پرجمعیت‌ترین شهرهای سند  | پرجمعیت‌ترین شهرهای سند | پرجمعیت‌ترین شهرهای سند | پرجمعیت‌ترین شهرهای سند |
| ------------------------------- | ---------------------- | ----------------------- | ---------------------- | ---------------------- | ---------------------- |
| پرونده:                         |                        |                         |                        |                        |                        |
| نام:                            | کراچی (۰۱)             | حیدرآباد (پاکستان) (۰۲) | سکهر (۰۳)              | لارکانه (۰۴)           | نوابشاه (۰۵)           |
| Urban proper جمعیت: (est. ۲۰۱۰) | ۱۳ ۲۰۵ ۳۳۹             | ۱ ۵۷۸ ۳۶۷               | ۴۹۳ ۴۳۸                | ۴۵۶ ۵۴۴                | ۲۷۲ ۵۹۸                |
| پرونده:                         |                        |                         |                        |                        |                        |
| نام:                            | میرپور خاص             | جیکب‌آباد                | شکارپور                | دادو                   | تندو آدم خان           |
| جمعیت: (est. ۲۰۱۰)              | ۲۴۲ ۸۸۷                | ۲۰۰ ۸۱۵                 | ۱۷۷ ۶۸۲                | ۱۴۶ ۱۷۹                | ۱۴۵ ۷۱۹                |

## مناطق

### کشمیر آزاد
- فهرست شهرهای کشمیر آزاد
  - روالکوت
  - باغ (کشمیر)
  - بهمبر
  - وادی بناه
  - کوتلی
  - منگله
  - میرپور (پاکستان)
  - مظفرآباد
  - حویلی (فروردکواتی)
  - اتیان
  - پندی بهاتیان

### مناطق قبایل آزاد
- فهرست شهرهای مناطق قبایل آزاد
  - علیزی (کرم)
  - بره (فتاح)
  - دیره آدم خیل
  - غلامخانه
  - جمرود
  - خار (باجور)
  - لندیکوتل
  - مکین
  - میرعلی (پاکستان)
  - میران‌شاه
  - پاره چنار
  - رزمک
  - سدده (مناطق قبایل آزاد)
  - وانه

### گلگت بلتستان
- فهرست شهرهای گلگت-بلتستان (پاکستان)

### قلمرو پایتختی اسلام‌آباد
| پرونده:            |           |
| نام:               | اسلام‌آباد |
| جمعیت: (est. ۲۰۱۰) | ۶۸۹٬۲۴۹   |